# Ліллі (Мулґі)
Лі́ллі (ест. Lilli küla) — село в Естонії, у волості Мулґі повіту Вільяндімаа.

## Населення
Чисельність населення на 31 грудня 2011 року становила 116 осіб.

## Географія
Через населений пункт проходить автошлях 54 (Карксі-Нуйа — Ліллі). Від села починається дорога 24202 (Пенуя — Ліллі).

## Історія
З 13 лютого 1992 до 24 жовтня 2017 року село входило до складу волості Карксі, яка до 14 жовтня 1997 року мала назву Поллі.